# Адская ночь
«Адская ночь» (англ. Hell Night) — американский слэшер 1981 года режиссёра Тома Де Саймона, сценариста Рэнди Фельдмана с Линдой Блэр в главной роли. В центре сюжета ночь инициации, которую проводят в старом поместье и во время которой маньяк терроризирует и убивает студентов колледжа. Сюжет сочетает в себе элементы слэшера и фильмов на тему домов с привидениями.
Несмотря на то, что фильм получил смешанные отзывы критиков, впоследствии он стал культовым. Линда Блэр была номинирована на антипремию «Золотая малина» за худшую женскую роль. «Адская ночь» также был последним фильмом, выпущенным компанией Compass International Pictures.

## Синопсис
Четыре новичка колледжа вынуждены провести ночь в заброшенном старом особняке, где их одного за другим убивают чудовищные выжившие члены семейной резни годами ранее за вторжение на их жилую территорию.

## В ролях
- Линда Блэр — Марти Гейнс
- Питер Бартон[англ.] — Джефф Рид
- Винсент Ван Паттен[англ.] — Сет
- Суки Гудвин — Дениз Дансмор
- Кевин Брофи[англ.] — Питер Беннетт
- Джимми Стертевант — Скотт
- Дженни Нейман — Мэй Уэст
- Глория Хейлман — тусовщица
- Хэл Ралстон — старый полицейский
- Кэри Фокс — молодой полицейский
- Рон Ганс[англ.] — водитель

## Отзывы критиков
Фильм получил смешанные и отрицательные отзывы во время своего релиза, хотя годы спустя он приобрел культовый статус. На агрегаторе рецензий Rotten Tomatoes он имеет рейтинг 62 % свежести на основе 13 рецензий со средним рейтингом 5/10. На Metacritic фильм имеет средний балл 36 из 100, на основании 4-х критиков.

## Награды и номинации
| Год  | Премия                         | Категория           | Номинант / Работа | Результат | Ист.  |
| ---- | ------------------------------ | ------------------- | ----------------- | --------- | ----- |
| 1981 | Medalla Sitges en Plata de Ley | Лучшие спецэффекты  | «Адская ночь»     | Победа    | [ 7 ] |
| 1982 | «Золотая малина»               | Худшая женская роль | Линда Блэр        | Номинация | [ 7 ] |